# Casamento de Carlos Filipe da Suécia e Sofia Hellqvist
O casamento do Príncipe Carlos Filipe, Duque da Varmlândia e Sofia Hellqvist aconteceu em 13 de junho de 2015 na Capela Real do Palácio Real de Estocolmo na Suécia.
A cerimônia aconteceu após o anúncio do noivado do casal em 27 de junho de 2014 em uma nota que dizia: "Estamos ansiosos para um casamento de verão em meados de junho, quando a Suécia está ainda mais bonita". A cerimônia foi transmitida ao vivo pela STV.

## Noivado
O casal se conheceu em Båstad no ano de 2009, quando Sofia ainda morava nos Estados Unidos. No outono do mesmo ano, ela se mudou para a Suécia e o relacionamento deles se tornou público em janeiro do ano seguinte. Em 2011, eles se mudaram para um apartamento em Djurgården, uma península próxima a Estocolmo, após se encontrarem por algum tempo no apartamento do príncipe Carlos Filipe no Palácio Real de Estocolmo.

Eles noivaram em 27 de junho de 2014 e foi realizada uma conferência de imprensa que foi aberta com o príncipe falando:
Como vocês podem ver, eu tenho a grande honra de estar noivo desta bela jovem incrível.
Em 17 de maio, um serviço de luz ou chamado, uma cerimônia de proclamação nupcial típica que anuncia que duas pessoas desejam se casar, foi realizado na Capela Real. No mesmo dia, a corte anunciou que Sofia Hellqvist seria admitida na Casa Real da Suécia após a cerimônia de casamento e que receberia o título oficial de princesa Sofia, Duquesa de Varmlândia.
Carlos e Sofia desejavam que os seus presentes de casamento fossem doações para a Prince and Queen's Foundation, uma instituição de caridade estabelecida em comemoração ao casamento e com o objetivo de promover e apoiar crianças em situações relacionadas ao cuidado e educação. O governo sueco presenteou o casal com um caiaque de dois lugares e o primeiro-ministro Stefan Löfven deu os remos. Varmlândia, o ducado de Carlos Filipe, deu uma pintura da artista Karolina Nolin. Älvdalen, o município onde Sofia cresceu, deu uma guitarra e o governador do condado de Dalarna  os deu um banco de madeira com uma visão especial para a cadeia de montanhas de Älvdalen.
As festividades de casamento começaram em 12 de junho, com um jantar privado para convidados na caverna de Skeppsholmen. Uma banda de dança se apresentou na cidade natal de Sofia.

## Cerimônia de casamento
A cerimônia de casamento aconteceu no sábado, 13 de junho de 2015, às 16:30 no horário local da Suécia na Capela Real no Palácio Real de Estocolmo. Essa foi a sétima cerimônia na capela do palácio.
O casamento foi conduzido pelo reverendo Lars-Göran Lönnermark, bispo emérito e capelão da corte principal, e pelo reverendo Michael Bjerkhagen, capelão da corte e reitor da paróquia da corte real.
O amigo íntimo do príncipe, Jan-Åke Hansson, foi o seu padrinho. A sobrinha do príncipe, a princesa Estelle, os seus primos, Anaïs Sommerlath e Chloé Sommerlath, e a afilhada de Sofia, Tiara Larson, foram as damas de honra.
A escolha não convencional das músicas chamou atenção do público e da mídia, onde foi cantada uma versão da música Fix You do grupo Coldplay e uma versão sueca da música Umbrella de Rihanna. Os noivos fizeram a saída da capela com uma versão da canção gospel Joyful, Joyful.
Sofia usou um vestido de noiva desenhado especialmente por Ida Sjöstedt. O vestido foi feito em três tons de branco e era de seda italiana, tendo aplicações de renda de alta costura. O véu era feito de tule fino e tinha delicadas aplicações de renda de algodão puro. O buquê consistia de rosas e murta de Sofiero, uma tradição na família real. Sofia usou uma tiara de diamantes e esmeraldas que recebeu de presente da casa real.
Após a cerimônia, os noivos foram levados em cortejo de carruagem do Palácio Real de Estocolmo pelas principais ruas e avenidas da cidade. As Forças Armadas suecas desfilaram e, depois de chegarem a Logården, saudações de 21 tiros foram disparadas em comemoração.
As festividades continuaram com um jantar no Mar Branco. Durante o jantar, um discurso foi dado pelo rei Carlos XVI Gustavo, Erik Hellqvist e pelo príncipe Carlos Filipe. Houve também uma canção especialmente escrita por Molly Sandén e Danny Saucedo com ajuda da princesa Sofia. Após o jantar, foi servido o bolo de casamento criado pela equipe sueca de confeiteiros. A noite terminou com uma festa na galeria de Karl XIonde, entre muitos convidados, Icona Pop e Avicii se apresentaram.